# معسكر الجزر ذاتية الحكم
معسكر الجزر الذاتية الحكم، (بالفرنسية: Camp des Îles Autonomes، CdIA)‏، (بالإنجليزية: Camp of the Autonomous Islands)‏، تحالفًا سياسيا في جزر القمر. دعا إلى مزيد من الحكم الذاتي للجزر الثلاث، ومنح المزيد من السلطة لحكام الجزر.

## التاريخ
تم تشكيل التحالف قبل الانتخابات البرلمانية لعام 2004، وتشمل الحركة: من أجل الديمقراطية والتقدم، والجبهة الديمقراطية لجزر القمر، وحزب الأخوة والوحدة بالجزر، والتجمع الوطني من أجل التنمية، وحزب القمر من أجل الديمقراطية والتقدم. دعمت الأحزاب، مزيدًا من الحكم الذاتي للجزر.
فاز التحالف بـ 12 مقعدا، من أصل 18 مقعدا، في الانتخابات البرلمانية لعام 2004، وجميع المقاعد الـ 15 التي تم انتخابها، بشكل غير مباشر.